# Катеринюк Петро
КАТЕРИНЮК Петро (1883 – † після 1943, точно не відомо) - церковний та громадський діяч, педагог, письменник, президент українського уряду в Кіцмані (Буковина). 

## Життєпис
Народився в с. Хлівище повіт Кіцмань на Буковині (тепер Кіцманського р-ну Чернівецької обл.). Закінчив з відзнакою  державну вищу гімназію в Чернівцях у вересні 1904 р. Навчаючись в гімназії, мешкав в українській «Бурсі імені Осипа Федьковича» товариства «Український Народний Дім» в Чернівцях – інтернаті для позаміських українських дітей, які навчалися в чернівецьких середніх школах. 
В 1899–1903 рр. отримував стипендію імені Андрія Ґафенка, яку надавав буковинський крайовий виділ в сумі 100 корон щорічно. З 1904 р. студіював теологію на богословському факультеті  Чернівецького університету. 
Належав до молодшої генерації буковинських письменників, які почали свою літературну творчість напередодні І Світової війни. Писав оповідання та поезії під псевдонімом Петро Марієнко, які публікував в чернівецьких часописах та альманахах. Автор пісні «Цвіти ще трохи, зелений мій васильку», яка на Буковині стала народною. 

## Просвітництво
У 1908 р. висвячений на священика та призначений парохом-кооператором в Суховерхові (тепер Кіцманський р-н Чернівецької обл.). В вересні 1908 р. іменований суплентом (тимчасовим учителем), 01.07.1909 р. склав в університеті учительський іспит на право викладати релігію українською мовою в середніх школах, в листопаді 1909 р. іменований дійсним учителем греко-східної релігії, а в 1913 р. іменований титулярним постійним професором в державній українській гімназії в м. Кіцмань. Після закриття румунською окупаційною владою української гімназії в Кіцмані певний час викладав релігію у заснованому замість неї румунському ліцеї «Димитріє Кантемір», а на початку 1920-х років був переведений на посаду професора релігії в українському відділі учительської семінарії  в Чернівцях (остаточно ліквідованому в 1924 р.). Від 1925 р. працював професором релігії в ліцеї для дівчат «Єлизавета домна» в Радівцях на Південній Буковині (тепер Румунія). В 1927 р. іменований екзархом, а в 1937 р. протопресвітером.
Член українського академічного товариства «Союз», член правління товариства в 1904 р., член літературно-наукової секції товариства «Союз» в 1905 р. У складі редакційного комітету (В. Карбулицький, П. Катеринюк, С. Коралевич) брав участь у підготовці до друку виданого в 1906 р. в Чернівцях альманаху «На шляху» українського академічного товариства «Союз» з нагоди його 30-річчя. Голова Кружка українських студентів-богословів Чернівецького університету (з 24.10.1906 р. до 22.03.1907 р.). Член-засновник товариства українських студентів-богословів Чернівецького університету «Православна Академія», обраний головою товариства на перших загальних зборах 04.07.1907 р., головою ревізійної комісії на загальних зборах 14.11.1907 р., іменований заслуженим членом товариства з 05.11.1908 р., почесним членом товариства з 29.10.1921 р. 

## Боротьба за права українців у буковинській православній церкві
З 1908 р. член «Товариства українських православних священиків на Буковині». Внесені П. Катеринюком на загальних зборах товариства 01.05.1913 р. пропозиції щодо активізації діяльності українських православних священиків стали програмою діяльності товариства на наступні роки, а його обрано членом правління. Ініціатор скликання та головний доповідач на спільних довірочних зборах українських священиків та студентів-теологів в Українському Народному Домі в Чернівцях 14.07.1913 р., на яких обговорено сумне становище українців в буковинській православній митрополії. Збори обрали тимчасовий комітет (Т. Драчинський, С. Маланчук, М. Копачук, П. Катеринюк та Ф. Григорій) з метою створення політичної організації українського духовенства. На наступних  загальних зборах українського православного духовенства Буковини, які відбулися 10.10.1913 р. в приміщенні академічного товариства «Православна Академія» в резиденції буковинських митрополитів, П. Катеринюк зачитав резолюцію з вимогами надання українцям рівних прав з румунами в буковинській православній церкві, яку збори одностайно схвалили. Обраний до складу делегації українського православного духовенства до буковинського крайового уряду (Т. Драчинський, Д. Єреміїв, С. Маланчук і П. Катеринюк), яка за дорученням загальних зборів духовенства представила крайовому уряду вимогу поділу митрополії на українську та румунську частини, причому осідком українського єпископа мали б стати Чернівці. 
Разом з Теофілом Драчинським в 1921 р. ініціював відновлення діяльності «Товариства українських православних священиків на Буковині», був обраний 23.03.1921 р. членом правління (секретарем товариства) та іменований почесним членом товариства. Член товариства «Український Народний Дім» в Чернівцях, член надзірчої комісї товариства. Педагогічний управитель української бурси ім. О. Федьковича до 1925 р.
Як один з шести українських делегатів на церковному конгресі буковинської архидієцезії в Чернівцях  3-15.10.1921 р. захищав не лише права українців на буковинську православну церкву, а й права українців на Буковину взагалі. Наприкінці 1925 р. обраний одним з двох українських депутатів Єпархіальних Зборів, де впродовж 6-ти років разом з о. Касіяном Богатирцем відстоював інтереси православних українців Буковини супроти 58-и депутатів-румунів. На Єпархіальних зборах 14-17.05.1928 р. українські делегати двічі подавалися до демісії на знак протесту проти ворожого і образливого ставлення  румунських делегатів, і повернулися до зали нарад лише після отримання запевнень з боку буковинського митрополита, що з’їзд буде прихильніше ставитися до українських домагань. На початку 1932 р. обраний повторно делегатом Єпархіального зборів від округу Віков Горішній на Південній Буковині, який включав у себе і населені  українцями Путильщину та Вижниччину. Увійшов до «Українського Блоку до Єпархіальних Зборів» у складі 14-ти делегатів (голова О. Купчанко), які до кінця каденції в 1938 р. солідарно виступали на захист прав українців в православній церкві.

## Політична діяльність
Підтримував опозиційне щодо політики М. Василька політичне середовище, яке гуртувалося довкола часопису «Україна». 15.02.1913 р. головував в Чернівцях (разом з В. Ясеницьким, А. Руснаком та І. Робачеком) на установчих зборах новозаснованої Української народної партії Буковини (голова А. Артимович). 
В 1915-1918 рр. разом з кількома іншими українськими православними священиками з Буковини (О. Гнідий, Є. Павлюк) співпрацював з «Союзом Визволення України». Був направлений  в табір для українських військовополонених з російської армії в м. Раштат (Баден, Німеччина) як таборовий священик. Член Просвітньої комісії табору полонених у Раштаті, автор першої синтетичної праці про проведення просвітньої праці серед українських військовополонених в таборі Раштат з травня 1915 р. по липень 1917 р. Тут в січні та в березні 1917 р. прийняв присягу за православним обрядом в двох перших відділах українських добровольців, які зголосилися воювати за Україну під прапором І-го Запорізького полку ім. Тараса Шевченка. В 1918 р. член товариства «Волинська Просвіта» у таборі волинських виселенців Нідергальм біля Зальцбурга (Австрія), де вів підготовчий курс до учительської семінарії.
Один з організаторів свята в честь Т. Шевченка в Чернівцях 19.05.1918 р., коли вперше від багатьох років в православному катедральному соборі українськими священиками (Т. Драчинський, Т. Тимінський, Д. Єреміїв, Романович, М. Копачук, П. Катеринюк, Ю. Падура, М. Евстафієвич, Д. Тащук, І. Гливка, В. Боднарюк) було відправлено заупокійну службу Божу українською мовою. 
Основний доповідач на третьому з’їзді українського православного духовенства Буковини, який відбувся в митрополичій резиденції в Чернівцях 01.11.1918 р. та висловив повну підтримку діяльності Української Національної Ради по об’єднанню всіх українських земель, в тому числі і Буковини, в єдину державу.
Президент українського уряду (комітету), який 04.11.1918 р. перебрав всю повноту влади в Кіцманському повіті. Після окупації румунським військом Кіцманя 17.11.1918 р. заарештований разом з іншими членами українського уряду та етапований в Чернівецьку військову в’язницю. Вдруге заарештований разом з рештою професорів Кіцманської гімназії в січні 1919 р. після запровадження румунськими окупантами стану облоги в Північній Буковині, цього разу пробув в ув’язненні понад 4 місяці. Арешт П. Катеринюка викликали хвилю обурення не лише на Буковині, але й в Галичині та на Наддніпрянщині. О. Попович та інші представники Буковини в УНР ЗУНР внесли на засідання Української Національної Ради в Станіславові подання «в справі охорони буковинських українців перед самоволею румунського ряду» в якому протестували проти арешту всіх професорів Кіцманської гімназії та інших «чільних наших людей». 
Проти такого свавілля протестував 12.03.1919 р. в ноті до голови Паризької мирової конференції голова делегації Української Народної Республіки Г. Сидоренко, закликаючи вплинути на румунський королівський уряд для припинення ним терору щодо пригнічених українських громадян. В ноті Буковинської делегації Української Національної Ради до Найвищої ради в Парижі від 30.12.1921 р. серед іншого міститься вимога захистити П. Катеринюка від переслідування  румунської церковної влади за відмову підкоритися забороні правити богослужіння церковно-слов’янською мовою та проповідувати по-українськи.